# Бахмутов Ігор Анатолійович
Ігор Анатолійович Бахмутов (рос. Игорь Анатольевич Бахмутов; 23 січня 1971, м. Уфа, СРСР) — радянський/російський хокеїст, правий нападник. Майстер спорту міжнародного класу. 

## Ігрова кар'єра
Вихованець хокейної школи «Салават Юлаєв» (Уфа). Виступав за: «Салават Юлаєв» (Уфа), «Динамо» (Москва), ЦСКА (Москва), «Хімік» (Воскресенськ), «Лада» (Тольятті), «Витязь» (Подольськ), СКА (Санкт-Петербург), ХК «Липецьк».
Потужний, фізично сильний, із хорошою обводкою і сильним кидком, виділявся вмінням вести боротьбу вздовж бортів, активно діяв безпосередньо перед воротами суперників. 
По закінченні ігрової кар'єри працював тренером у Федерації хокею Москви, менеджером ХК «Капітан» (Ступіно), займався агентською діяльністю. Нині працює спортивним директором «Торпедо» (Нижній Новгород).

## Досягнення
- Чемпіон МХЛ (1993), срібний призер (1994, 1996), бронзовий призер (1995)
- Володар Кубка МХЛ (1993, 1995, 1996), фіналіст (1994)
- Фіналіст Кубка Росії (1998)
- Фіналіст Євроліги (1996).